# Sitio de Brindisi (49 a. C.)
El sitio de Brindisi fue un enfrentamiento militar sucedido en el año 49 a. C. a comienzos de la segunda guerra civil de la República romana. 
Tras el cruce del Rubicón Julio César avanzó por la península itálica con apenas tres legiones casi sin hallar oposición, ya que la mayoría de sus rivales siguieron el plan de Cneo Pompeyo Magno de retirarse al sur para escapar a Epiro, donde esperaban organizar un ejército capaz de derrotar a los cesarianos. Utilizando su ya conocida “guerra relámpago” pero con una clemencia que jamás demostró a los bárbaros durante la Guerra de las Galias. La única excepción fue la breve resistencia de Lucio Domicio Enobarbo en Corfinio.
Pronto los pompeyanos y sus huestes se reunieron en Brindisi, puerto clave desde donde esperaban su turno para cruzar el mar Adriático y ponerse a salvo. El 25 de febrero Pompeyo llegó a Brindisi y organizó el envío gradual del ejército, ya que no había suficientes marinos para transportar todo en un solo convoy.  El 4 de marzo los cónsules Cayo Claudio Marcelo y Lucio Cornelio Léntulo Crus zarpaban del puerto con el grueso de sus fuerzas y cinco días después llegaba el ejército cesariano con su caudillo a la cabeza.
César no tenía flota pero inmediatamente intento construir dos torres en los extremos de la estrecha boca del puerto italiano y unirlas entre sí con una cadena de almadías –balsas de 9 metros de largo y una de cada cuatro tenía una torre de dos plantas con una catapulta– ancladas en medio del canal. Para hacerle frente, el general republicano armó numerosos mercantes con torres de tres pisos con armas de lanzamiento. Tras varios días de duelo de artillería naval César sólo había podido bloquear la mitad del canal cuando llegó la flota de Pompeyo de vuelta. Avanzando dentro del puerto en una fila india de barcos el 17 de marzo. Al anochecer los legionarios que quedaban embarcaron y los auxiliares abandonaron sus posiciones en las murallas y corrieron a los muelles. Los hombres de César se lanzaron al asalto de inmediato, pero las trampas dejadas por Pompeyo los retrasaron y sólo atraparon a dos cargueros que chocaron contra el rompeolas.
César era dueño de Italia, pero los pompeyanos aún conservaban su ejército intacto. La guerra civil recién empezaba y César necesitaba el proteger su retaguardia, emprendiendo de inmediato su campaña contra los pompeyanos de Hispania. El 1 de abril entraba en Roma brevemente.